# Mikrostruktura

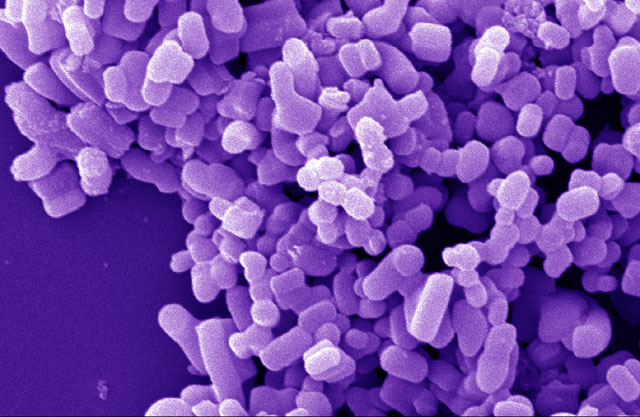
Mikrostruktura silkażelu (zdjęcie SEM)

Mikrostruktura - subtelna, nadcząsteczkowa struktura materii, występująca w wielu ciałach stałych, mieszaninach i ciekłych kryształach.  
Mikrostruktura przejawia się w istnieniu domen różnych faz fizycznych, które mogą posiadać najróżniejsze kształty i między którymi występują wyraźnie granice fazowe. Często rozmiary domen są na tyle małe, że na pierwszy rzut oka substancje posiadające mikrostrukturę wydają się zupełnie "lite". Domeny te tworzą rodzaj "mozaiki", którą można obserwować i analizować przy pomocy np. metod mikroskopowych. Mikrostruktura ma bardzo silny wpływ na rozmaite własności fizyczne materiałów (mechaniczne, elektryczne, optyczne, reologicznie), które mają decydujący wpływ na ich praktyczną zastosowalność i dlatego stanowi przedmiot intensywnych badań.
Olbrzymia większość materiałów z jakimi ma się do czynienia na co dzień posiada mniej lub bardziej złożoną mikrostrukturę. Np. w metalach występują domeny krystaliczne poprzedzielane domenami amorficznymi. Podobna sytuacja ma też miejsce w przypadku wielu tworzyw sztucznych, szkła i wielu minerałów. Szczególnie złożone i bardzo regularne mikrostruktury są obecne w wielu materiałach naturalnych takich jak drewno czy włókna naturalne. 
Mikrostruktura tworzy się z trzech zasadniczych powodów:
- niemieszalności składników tworzących materiał,
- "zablokowania" przemian fazowych, w wyniku czego w tym samym materiale, nawet jednorodnym chemicznie, występują równocześnie dwie fazy fizyczne,
- powstawania wiązań chemicznych (np. wiązanie wodorowe) między powierzchniami różnych składników

przy czym wszystkie te czynniki mogą mieć miejsce jednocześnie, w tym samym materiale.